# Чина розовая
Чи́на ро́зовая (лат. Lathyrus roseus) — вид многолетних травянистых растений рода Чина (Lathyrus) семейства Бобовые (Fabaceae).

## Ботаническое описание
Многолетнее растение высотой 80–150 см.
Стебель прямостоячий, гранистый, крепкий.
Лист с очень коротким черешком и одной парой листочков. Листочки овальные, до 40 мм длиной. Прилистники 5–15 мм длиной, полустреловидные, шиловидные или ланцетные
Соцветия кистевидные, 3–5-цветковые. Чашечка колокольчатая. Венчик розовый, до 18 мм длиной.
Бобы линейно-ланцетные, до 45 мм длиной, голые.
Цветёт с весны до середины лета.

## Значение и применение
Удовлетворительно поедается скотом.

## Таксономия
|  |                          |                          |                          |                          |                                                        |                          |                          |                   |                                               |                   |                   |  |                                                                               |  |  |  |
|  | порядок Бобовоцветные    |                          |                          |                          |                                                        |                          |                          |                   |                                               |                   |                   |  |                                                                               |  |  |  |
|  |                          |                          |                          |                          |                                                        |                          |                          |                   |                                               |                   |                   |  |                                                                               |  |  |  |
|  | семейство Бобовые        | семейство Бобовые        | семейство Бобовые        | семейство Бобовые        | семейство Бобовые                                      | семейство Бобовые        | семейство Бобовые        | семейство Бобовые | семейство Бобовые                             | семейство Бобовые | семейство Бобовые |  | ещё 3 семейства (согласно Системе APG II): Истодовые, Квиллайевые, Суриановые |  |  |  |
|  |                          |                          |                          |                          |                                                        |                          |                          |                   |                                               |                   |                   |  | ещё 3 семейства (согласно Системе APG II): Истодовые, Квиллайевые, Суриановые |  |  |  |
|  | подсемейство Мотыльковые | подсемейство Мотыльковые | подсемейство Мотыльковые | подсемейство Мотыльковые | подсемейство Мотыльковые                               | подсемейство Мотыльковые | подсемейство Мотыльковые |                   | ещё 2 подсемейства: Цезальпиниевые, Мимозовые |                   |                   |  | ещё 3 семейства (согласно Системе APG II): Истодовые, Квиллайевые, Суриановые |  |  |  |
|  |                          |                          |                          |                          |                                                        |                          |                          |                   | ещё 2 подсемейства: Цезальпиниевые, Мимозовые |                   |                   |  | ещё 3 семейства (согласно Системе APG II): Истодовые, Квиллайевые, Суриановые |  |  |  |
|  | род Чина                 | род Чина                 | род Чина                 |                          | ещё около 420 родов, в том числе Вика, Люцерна, Клевер |                          |                          |                   | ещё 2 подсемейства: Цезальпиниевые, Мимозовые |                   |                   |  | ещё 3 семейства (согласно Системе APG II): Истодовые, Квиллайевые, Суриановые |  |  |  |
|  |                          |                          |                          |                          | ещё около 420 родов, в том числе Вика, Люцерна, Клевер |                          |                          |                   | ещё 2 подсемейства: Цезальпиниевые, Мимозовые |                   |                   |  | ещё 3 семейства (согласно Системе APG II): Истодовые, Квиллайевые, Суриановые |  |  |  |
|  | вид Чина розовая         |                          |                          |                          | ещё около 420 родов, в том числе Вика, Люцерна, Клевер |                          |                          |                   | ещё 2 подсемейства: Цезальпиниевые, Мимозовые |                   |                   |  | ещё 3 семейства (согласно Системе APG II): Истодовые, Квиллайевые, Суриановые |  |  |  |
|  |                          |                          |                          |                          | ещё около 420 родов, в том числе Вика, Люцерна, Клевер |                          |                          |                   | ещё 2 подсемейства: Цезальпиниевые, Мимозовые |                   |                   |  | ещё 3 семейства (согласно Системе APG II): Истодовые, Квиллайевые, Суриановые |  |  |  |
|  |                          |                          |                          |                          |                                                        |                          |                          |                   | ещё 2 подсемейства: Цезальпиниевые, Мимозовые |                   |                   |  | ещё 3 семейства (согласно Системе APG II): Истодовые, Квиллайевые, Суриановые |  |  |  |
|  |                          |                          |                          |                          |                                                        |                          |                          |                   |                                               |                   |                   |  | ещё 3 семейства (согласно Системе APG II): Истодовые, Квиллайевые, Суриановые |  |  |  |
|  |                          |                          |                          |                          |                                                        |                          |                          |                   |                                               |                   |                   |  |                                                                               |  |  |  |
|  |                          |                          |                          |                          |                                                        |                          |                          |                   |                                               |                   |                   |  |                                                                               |  |  |  |